# Virtueller Info 2-Prozessor
Der Virtuelle Info 2-Prozessor VIP ist ein virtueller Beispielprozessor und -mikrocontroller, der in Form eines Debuggers und Simulators an der TU Berlin die Lehre des hardwarenahen Programmierens unterstützen soll. Der VIP wurde mit der Programmiersprache Java entwickelt.

## Eigenschaften
Der VIP ist als 1-Adressrechner aufgebaut. Intern verarbeitet er Daten im 16-Bit-Format und kann über eine 8-Bit-Speicheradresse einen Adressraum von 256 16-Bit-Worten ansprechen. Die Nutzung des VIP setzt sich aus der Kombination Mikrobefehlsspeicher (PLA-Datei), Befehlssatz (OCT-Datei) und Assemblerprogramm (ASM-Datei) zusammen. Im Assemblerprogramm kann Speicher direkt und indirekt adressiert werden, darüber hinaus noch indiziert oder über einen Direktoperanden.

### Komponenten
| Komponente                        | Bedeutung |
| --------------------------------- | --- |
| RAM                               | prozessorexterner Hauptspeicher für die Speicherung von Programmen (Maschinenbefehlen) und Daten                       |
| PC (program counter)              | Befehlszähler |
| +1                                | Inkrementierer zum Hochzählen des Befehlszählers                                                                       |
| IR (instruction register)         | Register zur Pufferung und Auswertung des aktuellen Befehls                                                            |
| OR (operand register)             | Register zur Zwischenspeicherung des Operanden                                                                         |
| ALU (arithmetic und logical unit) | Funktionseinheit zur paarweisen Verknüpfung von Operanden durch logische und arithmetische Operationen (Rechenwerk)    |
| AC (accumulator register)         | Quell-/Zielregister der ALU                                                                                            |
| SR (status register)              | Prozessorstatusregister. Nach ALU-Operationen werden die Bedingungsbits z (zero), n (negativ), c (carry) und v gesetzt |
| IX (index register)               | Indexregister zur Speicherung eines Index                                                                              |
| PLA (programmable logic array)    | Prozessorsteuerwerk |

## Versionen
Es existieren eine einfache Version des VIP und eine erweiterte Version des VIP, die über ein Stackpointer verfügt, womit Unterprogramme möglich sind.